# Святой Тернан
Тернан (англ. Ternan) (V или VI век) — епископ пиктов, святой Католической церкви, день памяти 12 июня.
Имеются различные по времени составления варианты жития святого Тернана. Согласно одному из них, он был возведён в сан епископа-миссионера среди пиктов святым Палладием. Сообщается, что святой жил в Абернети (Abernathy) и был основателем монастыря в Кулроссе (Culross), область Файф). 
Согласно другому житию, Тернан был монахом в Куроссе, в одном из монастырей, основанных его современником, святым Серваном или Сёрфом. В Абердинском мартирологе упоминается «Евангелие от Матфея, принадлежащее святому Тернану», помещённое в специальный металлический футляр (cumdach), покрытый серебром и золотом «на ирландский манер».
Святого Тернана почитают среди прочих мест в Шотландии в местечке Бэнчори-Тернан (Banchory-Ternan) в нижней части долины реки Ди (Dee) и в Арбутнотте (Arbuthnott). Он также упоминается в ирландских мартирологах как Тораннан (Torannan), где о нём говорится как о святом VI века из Шотландии. Мартиролог Донегола (Martyrology of Donegal) сообщает, что он был игуменом в Беннчоре (Bennchor) и в Тулах Фойртсейрне (Tulach Foirtceirn) в Лейнстере. Считается, что он был старшим современником св.Колумбы.
Святого Тернана не надо путать со святым Трумвином (Trumwine).
Учеником Тернана по всем вариантам житий считается Ирхард.